# 廣濟戰鬥 (抗日戰爭)
廣濟戰鬥發生於1938年8月27日－10月12日，地點則是在中國鄂東一帶。是抗日戰爭主要戰鬥之一，交戰一方為守軍之國民革命軍，另一方則為日軍。